# Head Music
Head Music je čtvrté studiové album anglické alternativní rockové skupiny Suede. Bylo vydáno v květnu 1999 společností Nude Records. Nahrávání bylo plné problémů – zpěvák Brett Anderson se stal závislým na cracku a klávesák Neil Codling trpěl chronickým únavovým syndromem.

## Seznam skladeb
| Pořadí | Název                   | Délka |
| ------ | ----------------------- | ----- |
| 1.     | Electricity             | 4:39  |
| 2.     | Savoir Faire            | 4:37  |
| 3.     | Can't Get Enough        | 3:58  |
| 4.     | Everything Will Flow    | 4:41  |
| 5.     | Down                    | 6:12  |
| 6.     | She's in Fashion        | 4:53  |
| 7.     | Asbestos                | 5:17  |
| 8.     | Head Music              | 3:23  |
| 9.     | Elephant Man            | 3:06  |
| 10.    | Hi-Fi                   | 5:09  |
| 11.    | Indian Strings          | 4:21  |
| 12.    | He's Gone               | 5:35  |
| 13.    | Crack in the Union Jack | 1:56  |

## Obsazení
Suede
- Brett Anderson – zpěv
- Richard Oakes – kytara
- Mat Osman – baskytara
- Simon Gilbert – bicí
- Neil Codling – syntezátory